# Galgula bias
Galgula bias är en fjärilsart som beskrevs av Druce 1889. Galgula bias ingår i släktet Galgula och familjen nattflyn. Inga underarter finns listade i Catalogue of Life.